# Scaevola angustata
Scaevola angustata är en tvåhjärtbladig växtart som beskrevs av R.C. Carolin. Scaevola angustata ingår i släktet Scaevola och familjen Goodeniaceae. Inga underarter finns listade i Catalogue of Life.